# Język tombelala
Język tombelala, także: baria, belala, mbelala – język austronezyjski używany w prowincji Celebes Środkowy w Indonezji (kecamatan Bungku Tengah, kabupaten Morowali, 3 wsie). Według danych z 1991 roku posługuje się nim 1100 osób.
Społeczność Tombelala to jedna z grup Pamona. Tombelala jest jednak wyjątkowo odrębny od pozostałych dialektów pamona, w 1991 r. został sklasyfikowany jako oddzielny język (na podstawie wyników analizy leksykostatystycznej). W użyciu jest także język indonezyjski.
Nazwa „baria” pochodzi od formy przeczenia; bywa też odnoszona do dalej spokrewnionego języka sedoa.
Jest potencjalnie zagrożony wymarciem, do czego przyczynia się szerokie użycie języka narodowego. Według Ethnologue (wyd. 22) posługują się nim przede wszystkim osoby dorosłe.